# Łan (miara powierzchni)

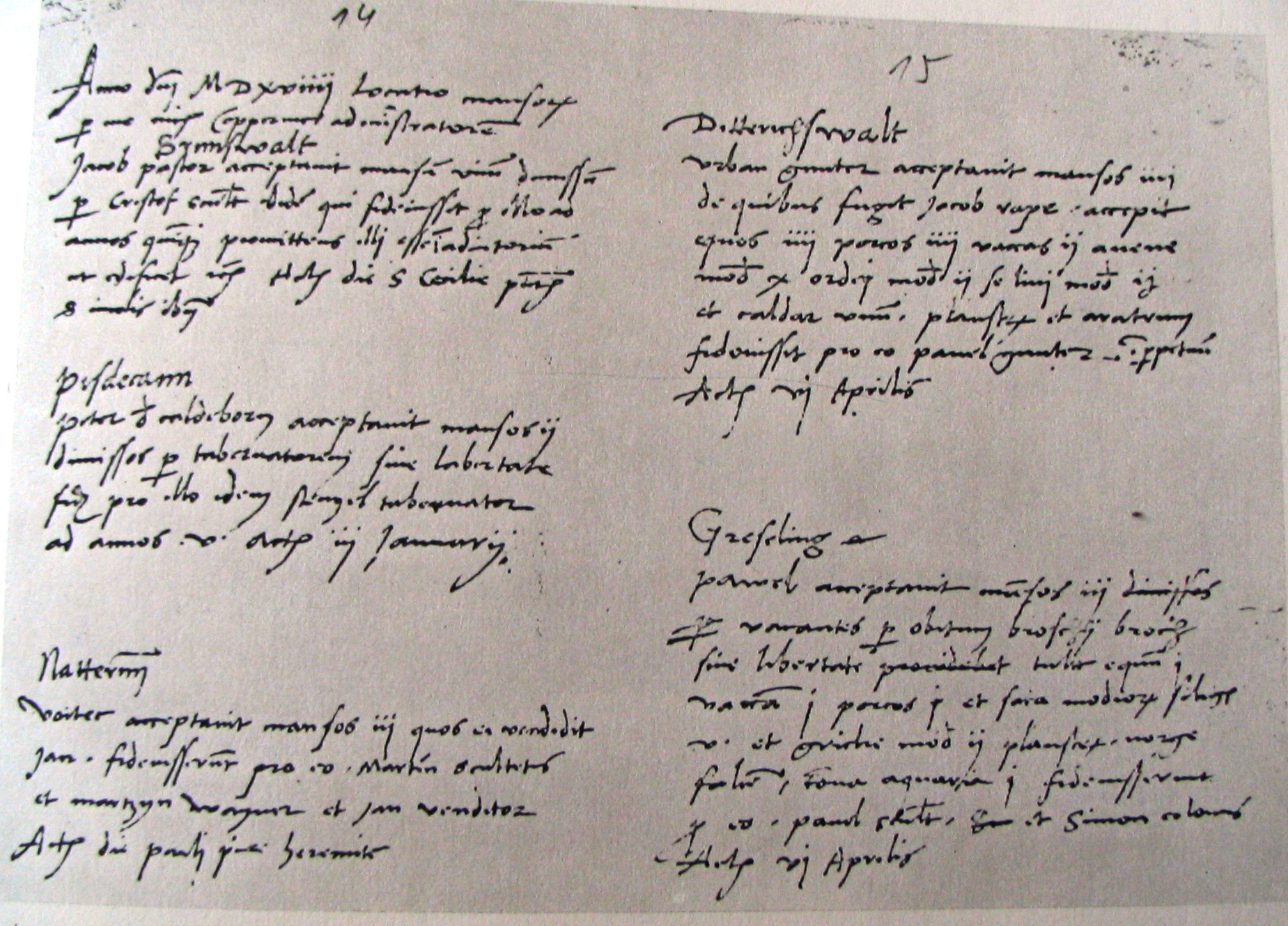
Spisane w latach 1516–1521 przez Mikołaja Kopernika Locationes mansorum desertorum pol. Lokacje łanów opuszczonych

Łan (łac. laneus, cs. lán, niem. Lahn lub Hube, w dialekcie szwabskim również hueb, huebm, hufe) – dawna jednostka podziału pól wspólnoty w średniowiecznej Europie Zachodniej. Jednostka ta służyła pomiarom powierzchni i długości ziemi przeznaczonej pod zasiewy, zgodnie z przywilejem nadanym osadnikowi przez głowę panującą. W Polsce i w Czechach od XIII wieku była to jednostka miernicza dla określania rozmiarów podstawy uposażenia chłopa osadzonego na wsi na prawie magdeburskim.
Podobnie jak czeski lán, polski łan wywodzi się od staro-wysoko-niemieckiego wyrazu Lehen, Lehn, oznaczającego „gospodarstwo wiejskie określonej wielkości”, pierwotnie zaś lenno (dzierżawę ziemi). Obszar 1 łana odpowiadał powierzchni średniej wielkości chłopskiego gospodarstwa feudalnego. Łan dzielił się na zagony, te z kolei na skiby.

## Łan w Królestwie Polskim
Od XIII wieku najbardziej rozpowszechnione w Rzeczypospolitej były:
- łan flamandzki ≈ 16,7 do 17,5 ha
- łan frankoński ≈ 22,6 do 25,8 ha

### Łan mniejszy
Łan mniejszy, chełmiński, nazywany też włóką:
1 łan = 30 morg ≈ 17,955 hektara
Morga chełmińska (lub mórg chełmiński), określona w 1233 r. przez Krzyżaków w przywileju chełmińskim, uznana konstytucją (ustawą według współczesnej nomenklatury) sejmu konwokacyjnego 1764 r. za miarę generalną w I Rzeczypospolitej, miała wielkość 0,5985 ha. W roku 1818 (z mocą od 1 stycznia 1819 r.) w Królestwie tzw. Kongresowym zmniejszono wielkość morgi (w przeliczeniu do 0,5598 ha) i wprowadzono jako jedną z urzędowych miar nowopolskich. Wtedy też przyjęło się określenie dla wielkości miar obowiązujących w I Rzeczypospolitej – „miary staropolskie”.
Należy pamiętać podając przeliczniki, że morga chełmińska inną wielkość miała w wiekach od XIII do początków XIX, zaś inną w XIX i to tylko w Królestwie Kongresowym, tym bardziej że powszechnie kojarzy się dzisiaj morgę wyłącznie z powierzchnią ok. 0,56 ha.
Tak więc:
włóka chełmińska (staropolska) = 30 morg = 17,955 ha (do 1818 r.)
włóka „nowopolska” od 1819 roku = 30 morg = 16,7961 ha
Dodatkowo należy wspomnieć, że w XIX w. w zaborze pruskim określano powierzchnię gruntów w morgach pruskich, zaś w zaborze austriackim w morgach austriackich. Obie te miary były różne od morgi chełmińskiej (zarówno tej „staropolskiej”, jak i „nowopolskiej”).

### Łan większy
Łan większy, frankoński, królewski, staropolski:
1 łan = 48 morg ≈ 24,2 hektara
- Łan królewski = 3 włóki = 90 mórg = 270 sznurów = 2700 prętów większych kw. = 27 000 pólek = 1 516 750 łokci kwadratowych = 2 700 000 pręcików kw. = 53,865 ha

#### Miary wielkości łana na ziemiach polskich
| 1 łan (huba) pruska | 16,5 ha (~30 morg, = 66 pruskich morg)                            |
| 1 łan frankoński    | 24,2 ha (Małopolska) (48 morg)                                    |
| 1 łan chełmiński    | 17,995 ha (~30 morg)                                              |
| 1 łan brandenburski | 17,0215 ha (~30 morg)                                             |
| 1 łan warmiński     | 17,3387 ha (Prusy) (~30 morg, ~67 pruskich morg)                  |
| 1 łan oleski        | 15,648 ha (Prusy Wschodnie 1720) (od 1813 oficjalnie hektar i ar) |

##### Miary wPiotrkowiew latach 80. XVIII wieku
- 1 łan = 30 morg geometrycznych;
- 1 morga geometryczna = 30 zagonów geometrycznych;
- 1 zagon geometryczny = 1000 stóp geometrycznych;
- 1 stopa geometryczna = ¾ łokcia
- 1 łan = 900000 stóp kwadratowych;
- 1 morga kwadratowa = 300 prętów kwadratowych;
- 1 pręt kwadratowy = 56 ¼ łokcia.

##### System morgi dolnoaustriackiej
| j.m.                   | Miar | Sążni wiedeńskich² | Łokci wiedeńskich² | metrów² |
| ---------------------- | ---- | ------------------ | ------------------ | ------- |
| 1 morga (niem. 1 Joch) | 3    | 1600,00            | 6439,0200          | 5754,64 |
| 1 miara                |      | 533,33             | 2146,3400          | 1918,00 |
| 1 sążeń² wiedeński     |      |                    | 4,0237             | 3,60    |
| 1 łokieć² wiedeński    |      |                    |                    | 0,90    |

## Łan w Królestwie Czeskim 1268-1756
Łan to również historyczna jednostka miary długości i powierzchni występująca w Królestwie Czeskim w latach 1268 do 1756, w tym okresie 1 lán dzielił się na:

### Miary powierzchni
| 1 łan królewski lán královský | (12 kop zagonu, kop záhonů) = 27,9452 ha                              |
| 1 łan książęcy lán kněžský    | (11 kop zagonu) = 25,6164 ha (~48 morg, po czesku: jiter)             |
| 1 łan pański lán panský       | (10 kop zagonu) = 23,2876 ha                                          |
| 1 łan wiejski lán selský      | (8 kop zagonu) = 18,6301 ha                                           |
| 1 łan ziemski lán zemský      | 18,3001649 ha (~1 łan chełmiński, ~30 morg, ~68 pruskich morg)        |
| 1 łan niemiecki lán německý   | 7,6597 ha 6,0752 ha (Frankfurt nad Menem), 30 morg = 5,531 ha (Fulda) |

W języku czeskim jest nazwa chłopa, posiadającego łan i jego ułamek: láník, půlláník.

### Miary długości
- 1 lán = 7471,8 m

## Łan (huba) na terenach niemieckojęzycznych
| 1 łan (huba) pruska | 16,5 ha (66 pruskich morg)                                                |
| 1 łan frankoński    | 23,9 ha – 27,19 ha (zwany niemieckim lub królewskim)                      |
| 1 łan saksoński     | 19,92 ha (= 12 ha)                                                        |
| 1 łan brandenburski | 17,0215 ha (30 morg)                                                      |
| 1 łan               | 30 morg 6,0752 ha (Frankfurt nad Menem) 60752,40 m² (Frankfurt nad Menem) |
| 1 łan meklemburski  | 13,007 ha                                                                 |
| 1 łan               | 30 morg = 5,531 ha (Fulda)                                                |
| 1 łan warmiński     | 17,3387 ha (Prusy, ~67 pruskich morg)                                     |
| 1 łan oleski        | 15,648 ha (Prusy Wschodnie 1720) (od 1813 oficjalnie hektar i ar)         |

| Gburzy (Großbauer)                    | 2 łany (huby) |
| Chłop Bauer, Huber (Hueber, Huemer)   | 1 łan         |
| Półchłopek                            | ½ łana        |
| Karczmarz                             | < ½ łana,     |
| Kmieć (Viertelbauer)                  | ¼ łana        |
| Zagrodnik (Knecht, Knappe) np. górnik | > ¼ łana      |

## Łan (hoeve) w Królestwie Holandii
W Królestwie Holandii historyczna jednostka pomiaru powierzchni do roku 1796.
- 1 łan hoeve = 16,2 morg = 14 ha

## Miejscowości w Polsce z członem Łan i Huby
Wielki Łan,
Łan (województwo lubelskie),
Średni Łan,
Łany (województwo dolnośląskie),
Łany, Łany Małe, Łany Wielkie, Łany Średnie,
Huby

## Łan według F. Piekosińskiego
Gruntowną rozprawę o łanach kmiecych podaje Franciszek Piekosiński w rozprawie O łanach w Polsce wieków średnich Kraków, 1887; publikacja dostępna w formie elektronicznej w Centralnej Bibliotece Rolniczej im. M. Oczapowskiego. Autor dochodzi w niej do przekonania, że: cyt. „znane były wówczas dwa tylko typowe łany, a mianowicie:
- łan chełmiński – zwany flamandzkim lub średzkim, 30-morgowy, czyli odpowiadający XIX wiecznej włóce polskiej
- łan wielki – zwany frankońskim, magdeburskim lub niemieckim, mający morgów przeszło 40.

Wszystkie zaś inne co do rozmiarów swej powierzchni zostawały już tylko w pewnym stosunku do tych dwóch łanów typowych, tj. były od nich o 2–3 razy większe lub o połowę mniejsze.
- łan staropolski o 126 morgach mógł być rolą wójtowską czy sołecką trzech-łanową na prawie magdeburskim lub czterech-łanową na prawie średzkim albo chełmińskim.
- łan wójtowski, czyli rewizorski o 90 morgach jest rolą wójtowską lub sołecką o trzech łanach chełmińskich, czyli szredzkich.
- łan królewski sprawdzony, mający około 85 morgów, przedstawia rolę wójtowską lub sołecką, złożoną z dwóch wielkich łanów frankońskich, wreszcie łan królewski hybernowy, mający około 64 morgów, mógł być albo rolą wójtowsko-sołecką, liczącą 1½ łanu frankońskiego lub 2 łany średzkie.

Król, udzielając przywilej wójtowi do założenia nowej wsi, dawał mu rolę kilkakrotnie większą niż innym kmieciom, czyli 3–4 łany zwykłe, i w tem leży przyczyna obszaru łanu królewskiego lub wójtowskiego”